# Os Aguedenses
"Os Aguedenses"  constituem um conjunto de música popular portuguesa fundado em 1959, natural da cidade de Águeda (aguedenses são os habitantes desta cidade).
O seu primeiro single foi editado em 1974. Algumas canções suas, como "Mãe Querida", a "Velha Casamenteira", ou o "Souto do Rio" tornaram-se, mais tarde, bastante conhecidas do público português apreciador do género (sendo frequente ouvi-las em romarias e festas populares).